# Arkadi Dawidowitsch

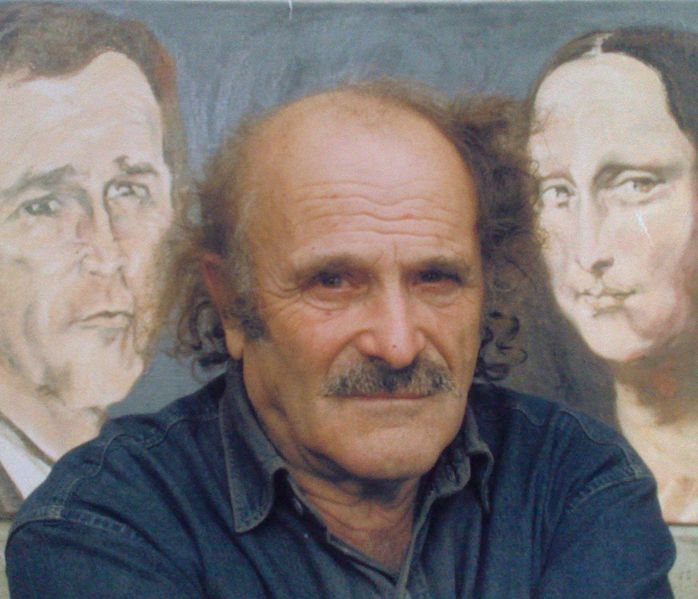
Arkadi Dawidowitsch

Arkadi Dawidowitsch (eigentlich Адольф Филиппович Фрейдберг, Adolf Filippowitsch Freudberg, * 12. Juni 1930 in Woronesch; † 25. Februar 2021 ebenda) war ein russischer Schriftsteller und Autor von mehr als 50.000 veröffentlichten Aphorismen.

## Leben
Arkadi Dawidowitsch wurde 1930 in eine Arztfamilie geboren: sein Vater war Venerologe und die Mutter Kinderärztin. Und so sei er nach eigener Auskunft zuerst von seiner Mutter und dann von seinem Vater behandelt worden. In der Zeit der Sowjetunion veröffentlichte Dawidowitsch in der Zeitschrift Krokodil unter den Pseudonymen Julius Cäsar, Ernest Hemingway, Honoré de Balzac, A. Dawid, französischer Schriftsteller. Die Veröffentlichung von mehr als zwei Dutzend Sammlungen unter dem Gesamttitel Gesetze der Existenz, einschließlich der Nicht-Existenz finanzierte er selbst. 1976 gründete er gemeinsam mit der Künstlerin Valentina Zolotyx das Aphorismus-Museum in Woronesch.
Dawidowitsch veröffentlichte in den Büchern Anthologie der Weisheit, Anthologie des aphoristischen Denkens, Das große Aphorismenbuch, Das neue Aphorismenbuch, Die Weisheit in Russland: Von Wladimir Monomach bis Heute mehr Aphorismen als Stanisław Jerzy Lec, Friedrich Nietzsche, Leo Tolstoi oder Arthur Schopenhauer.
Dawidowitsch gehörte zu den Autoren der Zeitschrift der Russischen humanitären Gesellschaft „Gesunder Menschenverstand“.
Am 29. Mai 2015 fand die Präsentation des Buches Je suis Davidowitz statt, das eine Sammlung ausgewählter Aphorismen des Autors in verschiedenen Sprachen enthält, darunter auch Deutsch. Die Idee des Buches in zehn Sprachen wurde von den zehn Saiten auf dem Psalterium des Königs David inspiriert. Als weitere Quelle der Inspiration diente der berühmte Stein von Rosette, mit Hilfe dessen die altägyptische Schrift entschlüsselt wurde. Durch die Zusammenstellung der Aphorismen in zehn Sprachen aus verschiedenen Sprachfamilien und Gruppen wurde die Aufgabe gelöst, allgemeine anthropologische Denkmuster zu identifizieren.
Er starb im Alter von 90 Jahren nach einem Herzstillstand in einem Krankenhaus in Woronesch.

## Werke
- Конец света закончится хорошо, афоризмы с увлекательными рисунками Виктора Коваля. Eksmo, Moskau 2010, ISBN 978-5-699-41806-0 („Der Weltuntergang endet gut, Aphorismen mit faszinierenden Bildern von Victor Koval“).
- Je suis Davidowitz. 2015